# Original Penguin
Original Penguin (también conocida simplemente como Penguin) es una línea de ropa estadounidense. Con sus orígenes en los años 50 y 60, la marca se especializa en ropa, calzado y anteojos. Tiene ventas en América del Norte, América del Sur, América Central, Europa y Asia-Pacífico (Filipinas). Cuenta con tiendas en 5 estados de los EE. UU.

## Historia
La marca fue presentada en 1955 por Munsingwear, un fabricante de ropa interior y militar con sede en Minneapolis, cuando lanzó la polo Original Penguin en los Estados Unidos. Munsingwear fue durante muchos años famosa por sus "union suit", una prenda interior consistente en una camiseta unida a unos pantaloncillos formando un solo conjunto. Se le atribuye a Munsingwear haber creado la clásica camiseta polo. En 1996 la marca sería adquirida por Perry Ellis Internacional.